# 성서교통
성서교통(聖書交通)은 서울특별시의 마을버스 회사로, 본사는 서울특별시 노원구 상계동에 있으며, 전 차량이 현대 그린시티로 운행한다.

## 연혁
- 1994년 11월 15일: 회사 설립

## 운행 노선
- ● 노원01번: 상계역 ~ 보람사거리 (구 노원마을 3번)
- ● 노원05번: 창동역 ~ 온곡초교 (구 노원마을 6번)
- ● 노원11번: 상계역 ~ 수락한신아파트 (구 노원마을 13번)